# Bellitudo
Bellitudo is een geslacht van halfvleugeligen (Hemiptera) uit de familie witte vliegen (Aleyrodidae), onderfamilie Aleyrodinae.
De wetenschappelijke naam van dit geslacht is voor het eerst geldig gepubliceerd door Russell in 1943. De typesoort is Bellitudo jamaicae.

## Soorten
Bellitudo omvat de volgende soorten:
- Bellitudo campae Russell, 1943
- Bellitudo cubae Russell, 1943
- Bellitudo hispaniolae Russell, 1943
- Bellitudo jamaicae Russell, 1943